# The Maggot (álbum)
The Maggot es un álbum de Melvins publicado en 1999 por Ipecac Recordings, este disco es la primera parte de la trilogía: The Maggot, The Bootlicker y The Crybaby que fue lanzada en formato de vinilo el 27 de noviembre de 2000. The Maggot es el primer lanzamiento en el sello de Mike Patton de Faith No More luego de la ruptura con Atlantic Records, las trilogías fueron grabadas todas al mismo tiempo y publicadas en lapsos de varios meses.
En la versión de CD todas las canciones se dividen en dos pistas y hay una pequeña muestra de la canción "Toy" (el primer tema de The Bootlicker) después del final de "See How Pretty, See How Smart".

## Lista de canciones
Todas las canciones escritas por Buzz Osborne excepto donde lo indique.

| N.º | Título                                             | Escritor(es) | Duración |  |
| 1.  | «Amazon»                                           |              | 1:00     |  |
| 2.  | «Amazon (continued)»                               |              | 5:00     |  |
| 3.  | «We All Love Judy»                                 |              | 2:28     |  |
| 4.  | «Manky»                                            |              | 7:22     |  |
| 5.  | «The Green Manalishi (With the Two-Pronged Crown)» | Green        | 6:54     |  |
| 6.  | «The Horn Bearer»                                  |              | 2:24     |  |
| 7.  | «Judy»                                             |              | 2:24     |  |
| 8.  | «See How Pretty, See How Smart»                    |              | 5:18     |  |

## Personal
- The Melvins - productor
  - King Buzzo -  Guitarra, voz y bajo
  - Dale Crover - drums, guitarra y voz
  - Kevin Rutmanis - bajo, bajo slide y gritos
- Tim Green - ingeniero de sonido y productor
- Mackie Osborne - Arte[3]